# Gamma Lyrae
Gamma Lyrae (Sulafat, Sulaphat, 14 Lyrae) é uma estrela na direção da constelação de Lyra. Possui uma ascensão reta de 18h 58m 56.62s e uma declinação de +32° 41′ 22.4″. Sua magnitude aparente é igual a 3.25. Considerando sua distância de 634 anos-luz em relação à Terra, sua magnitude absoluta é igual a −3.20. Pertence à classe espectral B9III.